# Force India VJM11
A Force India VJM11 egy Formula–1-es versenyautó, melyet a Force India F1 csapat készített és ő, valamint a Racing Point Force India F1 csapat versenyeztetett a 2018-as Formula–1 világbajnokságban. Pilótái Sergio Pérez és Esteban Ocon voltak, a csapat tesztpilótája pedig Nicholas Latifi volt.
Miután a szorult helyzetben lévő Force India csapattal szemben csődeljárást kezdeményeztek, a magyar nagydíj után egy konzorcium vásárolta fel azt, amely új néven, Racing Pointként vitte tovább azt. Ennek következtében a csapat korábban gyűjtött pontjai elvesztek, de szép eredményekkel így is a konstruktőri hetedik helyen zártak.

## Eredmények
| 2018 | Sahara Force India F1 Team       | Mercedes | P |       |    |    |    |    |    |    |    |    |   |    |   |    |   |   |    |    |   |     |    |    |    |    |    |
| 2018 | Sahara Force India F1 Team       | Mercedes | P | Ocon  | 12 | 10 | 11 | KI | KI | 6  | 9  | KI | 6 | 7  | 8 | 13 |   |   |    |    |   |     |    |    |    | 59 | EX |
| 2018 | Sahara Force India F1 Team       | Mercedes | P | Pérez | 11 | 16 | 12 | 3  | 9  | 12 | 14 | KI | 7 | 10 | 7 | 14 |   |   |    |    |   |     |    |    |    | 59 | EX |
| 2018 | Racing Point Force India F1 Team | Mercedes | P | Ocon  |    |    |    |    |    |    |    |    |   |    |   |    | 6 | 6 | KI | 9  | 9 | DSQ | 11 | 14 | KI | 52 | 7. |
| 2018 | Racing Point Force India F1 Team | Mercedes | P | Pérez |    |    |    |    |    |    |    |    |   |    |   |    | 5 | 7 | 16 | 10 | 7 | 8   | KI | 10 | 8  | 52 | 7. |

† - nem ért célba, de rangsorolták, mert teljesítette a táv 90%-át.
Force India néven a csapat 59 pontot gyűjtött, de mivel őket formálisan kizárták a bajnokságból, így ezek elvesztek.

## Fordítás
- Ez a szócikk részben vagy egészben  a   Force India VJM11 című angol Wikipédia-szócikk ezen változatának fordításán alapul.  Az eredeti cikk szerkesztőit annak laptörténete sorolja fel. Ez a jelzés csupán a megfogalmazás eredetét és a szerzői jogokat jelzi, nem szolgál a cikkben szereplő információk forrásmegjelöléseként.